# Róbert Koltai

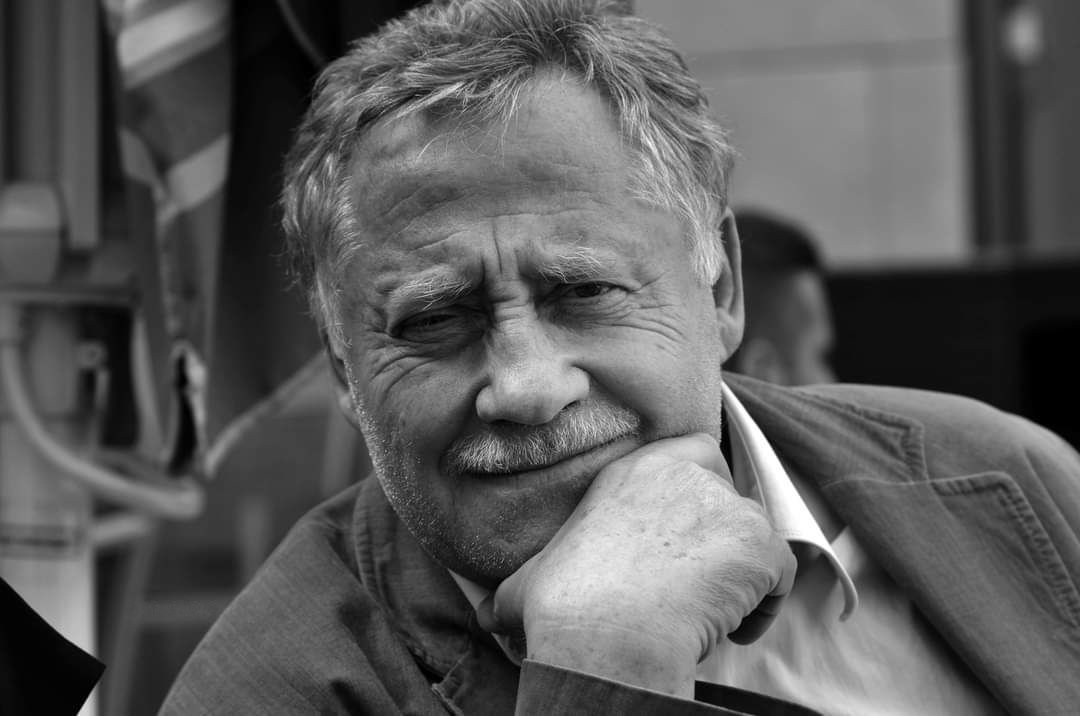
Róbert Koltai

Róbert Koltai [ˈroːbɛrt ˈkoltɒ.i] (* 16. Dezember 1943 in Budapest) ist ein ungarischer Film- und Theaterschauspieler und Filmregisseur.
Koltai erwarb 1968 einen Abschluss an der ungarischen Theater- und Filmhochschule und begann seine Schauspielerkarriere am Theater von Kaposvár. Koltai spielte auf den Bühnen von Pécs und Veszprém sowie am Nationaltheater in Budapest. Breite Popularität erlangte Koltai durch seine Mitwirkung in Fernsehserien.
Koltais Film Sose halunk meg (We Will Never Die) aus dem Jahr 1993, in dem er als Regisseur und Hauptdarsteller fungierte, war in Ungarn außerordentlich erfolgreich. Gleiches gilt für Szamba (1996).
Ungeachtet einer gewissen Außenseiterrolle gegenüber der ungarischen Cineastenszene haben Koltais sentimentale Komik und sein auf jüdischen familiären Wurzeln beruhender Humor internationale Aufmerksamkeit gefunden.

## Filmografie
- 1981: Vuk (Stimme von Simabőrű)
- 1983: Der Fall Sylvester Matuska (Viadukt)
- 1986: Küßchen, Mutti (Csók, Anyu!)
- 1993: Sose halunk meg
- 1996: Szamba
- 1997: Der ganz normale Wahnsinn (A miniszter félrelép)
- 1997: Out of Order – Regie zusammen mit András Kern